# Dolná Lehota
Dolná Lehota (hongrois : Alsószabadi) est un village de Slovaquie situé dans la région de Banská Bystrica.

## Histoire
Première mention écrite du village en 1424.

## Démographie

### Évolution de la population
| Année:               | 1994. | 2004.   | 2014.   | 2024.   |
| -------------------- | ----- | ------- | ------- | ------- |
| Nombre de personnes: | 720   | 712     | 764     | 688     |
| Différence:          |       | -1,11 % | +7,30 % | -9,94 % |

| Année:               | 2023. | 2024.   |
| -------------------- | ----- | ------- |
| Nombre de personnes: | 692   | 688     |
| Différence:          |       | -0,57 % |